# The Break Up (Glee)
«The Break Up» es el cuarto episodio de la cuarta temporada de la serie de televisión estadounidense Glee y el septuagésimo de su cómputo general. Escrito por Ryan Murphy —cocreador de la serie— y dirigido por Alfonso Gomez-Rejon, fue estrenado por la cadena televisiva Fox el 4 de octubre de 2012 en Estados Unidos y el 6 de diciembre en Latinoamérica por la misma cadena. La trama del episodio se centra principalmente en las relaciones de Finn (Cory Monteith) y Rachel (Lea Michele), Kurt (Chris Colfer) y Blaine (Darren Criss), Santana (Naya Rivera) y Brittany (Heather Morris) y Will (Matthew Morrison) y Emma (Jayma Mays). Rachel (Michele) y Kurt (Colfer) se sorprenden al recibir las visitas de sus novios, Finn (Monteith) y Blaine (Criss), respectivamente, y confiesan los engaños que se tenían entre sí. Santana (Rivera) decide terminar con Brittany (Morris), ya que cree que su relación a larga distancia no está funcionando. Will (Morrison) discute con Emma (Mays) decidiendo si ella lo acompaña a Washington o no.
Varios rumores acerca del rompimiento de las cuatro parejas circularon en Internet en septiembre de 2012,  ya que en agosto del mismo año Colfer dio algunos detalles, sin saber que sucedería luego, en una entrevista con E! News. «The Break Up» fue visto 6,07 millones de espectadores en Estados Unidos. El episodio tuvo comentarios variados por parte de la crítica, ya que algunos lo consideraban como el más «triste» y el «mejor episodio hasta ahora» de Glee. Las canciones utilizadas en el episodio, «Barely Breathing», «Give Your Heart a Break», «Teenage Dream», «Don't Speak», «Mine» y «The Scientist», fueron lanzadas como sencillos en octubre de 2012. «The Scientist» fue la única canción en entrar en el Billboard Hot 100, además se convirtió en la ducentésimo quinta canción, del elenco, en entrar en dicha lista.

## Argumento
Finn (Cory Monteith) llega al apartamento de Rachel (Lea Michele) y Kurt (Chris Colfer) en Nueva York, y confiesa que estuvo en el ejército durante dos semanas, ya que tuvo un accidente, no muy grave, en su pierna con un arma. Rachel convence a Finn a acompañarla a sus clases en NYADA, lo que causa que Finn se sienta fuera de lugar y confundido acerca de su vida. En Lima, Ohio, Blaine (Darren Criss) se siente abandonado por su novio Kurt (Chris Colfer), quien se encuentra ocupado trabajando en Vogue.com. Blaine envía textos a un chico en su celular, y luego se reúne con él. En esa noche, Blaine llega de sorpresa al apartamento de Rachel y Kurt, quienes con Finn, planean ir a un club nocturno llamado Callbacks. En el club, Rachel intenta convencer a Finn de que suban al escenario a cantar «Give Your Heart a Break», al Finn negarse, Brody Weston (Dean Geyer) llega y canta la canción con Rachel. Blaine decide cantar una versión acústica en piano de «Teenage Dream», Kurt se preocupa ya que Blaine empieza a llorar durante la interpretación. Cuando salieron de Callbacks, Rachel le admite a Finn que besó a Brody, la noche que Finn llegó a Nueva York, y Blaine le confiesa a Kurt que él estuvo con alguien antes de visitarlos. Al día siguiente, Finn se va y solo se despide de Kurt.
En Lima, Ohio, Santana (Naya Rivera) visita de la Universidad de Louisville a su novia Brittany (Heather Morris). Brittany invita a Santana a una reunión del club cristiano Left Behind, el cual es dirigido por la porrista Kitty Wilde (Becca Tobin). En dicha reunión, los integrantes del club deciden realizar un simulacro del fin del mundo, en donde ellos demuestran que es que «lo dejen atrás». Santana se ve inconforme con el club y le dice a Brittany de que se vallan a casa, a lo que Brittany rechaza. Finn llega a la escuela William McKinley a visitar a Will (Matthew Morrison), el cual lo invita al club Glee. Will les pide sugerencias a los miembros del club para la obra de otoño, en donde Finn propone que realicen Grease.
Will le cuanta a su prometida Emma (Jayma Mays) que ira a Washington D. C., para trabajar en el panel especial gubernamental para mejorar la educación artística a nivel nacional, pero quiere estar acompañado por Emma, la cual piensa que esto haría perder su trabajo como consejera escolar. Will empieza una pequeña discusión con Emma, en donde no resuelven nada.
Santana canta «Mine» de Taylor Swift y le confiesa a Brittany que tuvo una atracción hacia una chica en la universidad, ella le revela que su relación a larga distancia no funciona y tiene nuevas prioridades. Santana y Brittany rompen su relación, lo que deja devastada a Brittany. Blaine intenta contactar a Kurt, pero este no les responde. Jake Puckerman (Jacob Artist) se disculpa con Marley Rose (Melissa Benoist) por la actitud de Kitty y decide romper con ella, lo que pone a Kitty furiosa y culpa a Marley de eso.
Rachel vuelve a Lima y confronta a Finn, en el auditorio de la escuela, lo llama inmaduro y cobarde por esconderse durante meses. Él le dice que no tiene nada más que ofrecerle como Brody, y ella le dice que él fue la primera persona que hizo sentir feliz. Rachel le dice que lo ama, pero afirma que no puede mantener su relación, y decide romper Finn. Ambos se besan y Rachel se va, en ese entonces, Finn interpreta solo «The Scientist» de Coldplay, y se imagina que Rachel, Kurt, Blaine, Santana, Brittany, Will y Emma están ahí con él.

## Producción
«The Break Up» es el cuarto episodio de la cuarta temporada de Glee y el septuagésimo en general. En agosto de 2012, el productor ejecutivo de la serie Brad Falchuk, dijo en una entrevista que las relaciones de las parejas en Glee iban a estar «a prueba». Previamente, Chris Colfer habló en una entrevista con E! News acerca de la relación entre Kurt y Blaine. Durante la entrevista, Colfer dijo: «Me gustaría hacer algo más que decir "Te amo", y creo que Darren [Criss] y Yo estamos de acuerdo con eso». En la misma entrevista, Colfer declaró: «Estamos listos para el siguiente paso. Han estado juntos por un tiempo. Vamos a echar una pizca de sal y drama en eso». Aunque Colfer, manifestó que aún no sabía lo que sucedería luego. En septiembre de 2012, el creador de la serie Ryan Murphy, tuiteó acerca del capítulo diciendo que era «el mejor episodio» que ha hecho.
Alfonso Gomez-Rejon dirigió el episodio, mientras el creador de la serie, Ryan Murphy, lo escribió. Gomez-Rejon ya había dirigido episodios anteriores de Glee como «Britney 2.0», «Michael», «Born This Way», «Laryngitis», entre otros, Varias escenas fueron filmadas en Nueva York, el fin de semana del 11 y 12 de agosto de 2012. incluyendo la escena en donde interpretan «Don't Speak», que fue grabada en Battery Park.
Los personajes recurrentes que aparecen en el episodio son la consejera escolar Emma Pillsbury (Jayma Mays), los miembros del coro Joe Hart (Samuel Larsen), Wade «Unique» Adams (Alex Newell), Marley Rose (Melissa Benoist) y Jake Puckerman (Jacob Artist), la porrista Kitty Wilde (Becca Tobin), la estudiante y asistente Dottie Kazatori (Pamela Chan), el estudiante de NYADA Brody Weston (Dean Geyer) y el empleado de Vogue.com Chase Madison (Dan Domenech).

## Música
El episodio cuenta con seis interpretaciones musicales, las cuales se lanzaron como sencillos disponibles en forma de descarga digital. Las versiones publicadas fueron «Barely Breathing» de Duncan Sheik cantada por Cory Monteith y Criss,= «Give Your Heart a Break» de Demi Lovato interpretada por Lea Michele y Geyer,= una versión en piano de «Teenage Dream» de Katy Perry realizada por Criss,= «Don't Speak» de No Doubt cantada en grupo por Monteith, Criss, Michele y Colfer,= «Mine» de Taylor Swift interpretada por Naya Rivera= y «The Scientist» de Coldplay realizada en grupo por Monteith, Criss, Rivera, Colfer, Heather Morris, Matthew Morrison, Mays y Michele.= «Give Your Heart a Break», «Mine» y «The Scientist» se incluyeron en la primera banda sonora de la cuarta temporada Glee: The Music, Season 4, Vol. 1, publicada el 27 de noviembre de 2012.
Varios de los sencillos lograron entrar en diferentes listas de Billboard. En Estados Unidos, «The Scientist» debutó en el puesto número noventa y uno del Hot 100, convirtiéndola en la ducentésimo quinta canción, del elenco, en entrar en dicha lista. Todas las canciones entraron en la lista Hot Digital Songs. En Canadá, «Give Your Heart A Break» y «The Scientist» entraron en el Canadian Hot 100 en las posiciones noventa y cuatro y setenta y dos, respectivamente.

## Recepción

### Audiencias
«The Break Up» fue visto 6,07 millones de espectadores en Estados Unidos, en su emisión original el 4 de octubre de 2012, lo que le permitió al episodio obtener una cuota de pantalla de 5,9/17 dentro de la franja demográfica de 18 a 49. La audiencia del episodio subió un 8%, con respecto a al rating de «Makeover», que se estrenó el 27 de septiembre de 2012. En Canadá, «The Break Up» tuvo una audiencia de 1 219 000 espectadores. En Reino Unido, el episodio se estrenó el 26 de enero de 2013, y tuvo una audiencia de 711 000 espectadores.

### Crítica

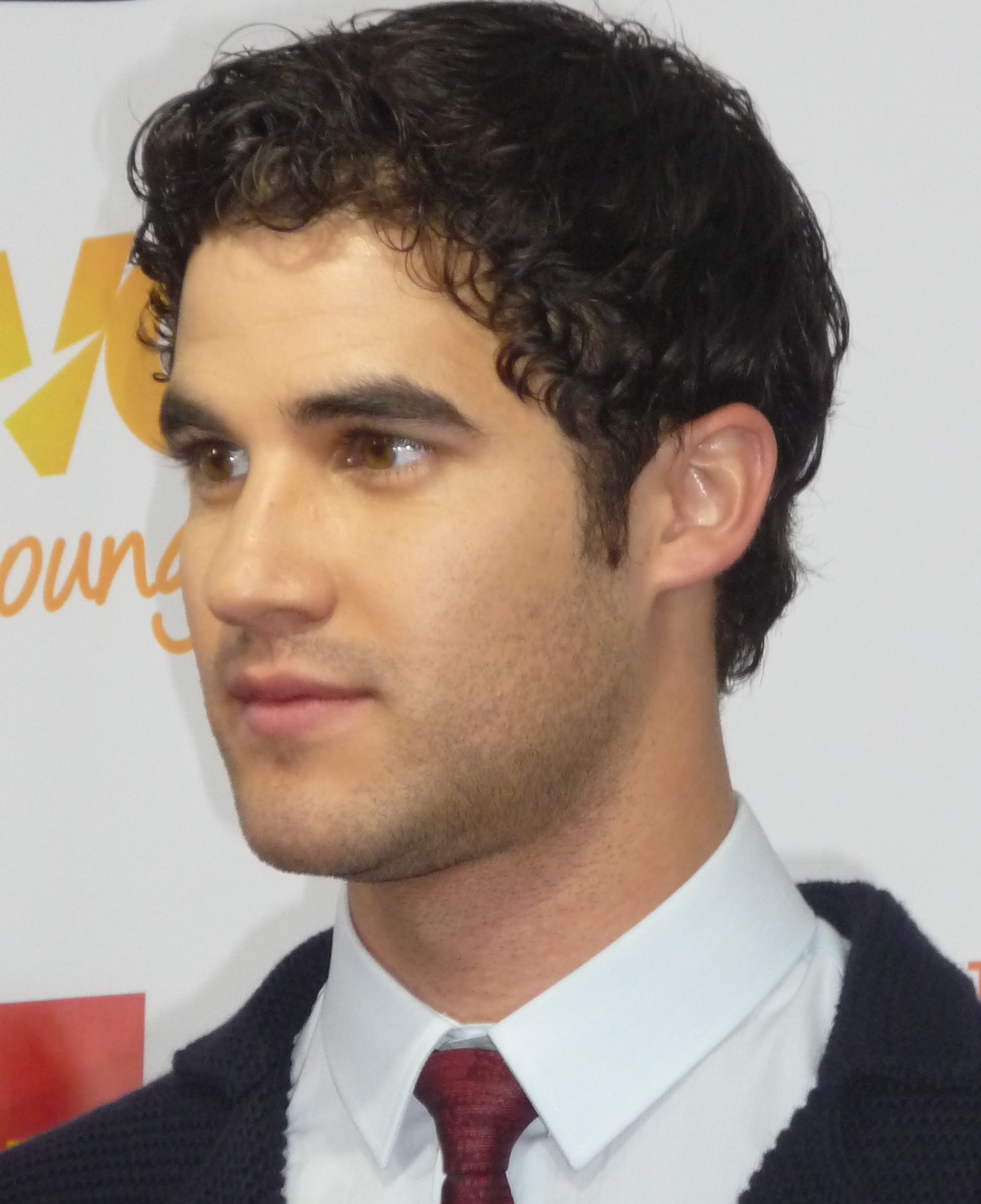
La infidelidad de Blaine (Criss, en la imagen) no fue muy bien recibida por la crítica.

Melissa Albert de MTV habló acerca de la infidelidad de Blaine (Criss) comentando: «el episodio [de esta noche] fue suficiente para hacernos olvidar que alguna vez llevabas una chaqueta de Warblers y [haber] formado un animado Klaine». Albert también comentó acerca de la presentación en piano de «Teenage Dream», realizada por Criss, como la mejor canción del episodio y que «rompió nuestros corazones malditos», y «Mine», interpretada por Rivera, «ocupa el segundo lugar» ya que la considera un «canto-llorón». Billy Nilles de The Hollywood Life dijo que el episodio fue «un baño de sangre emocional [que] se está poniendo ligero» pero que era necesario ya que «el programa lo necesitaba». Nilles también habló acerca de que los fanáticos de la serie querían «verlos permaneciendo felices» pero que «ver a un montón de parejas felices es bastante aburrido». Brandon Nowalk de The A.V. Club le dio al capítulo una B+ y realizó varios comentarios negativos. Él mencionó que este era un episodio «ya esperado» y que el director del capítulo Alfonso Gomez-Rejon, tiene una «cámara muy invasiva». Nowalk también declaró que «parte de lo que hace daño sobre el número ruptura es la banalidad». Acerca de las canciones utilizadas en el episodio, Nowalk comentó que en «Barely Breathing» Blaine (Criss) y Finn (Monteith) «cantan sin buscar el dolor», «Don't Speak» tiene una ventaja acerca de su lugar de interpretación y «The Scientist» es «muy cursi» y la comparó con su interpretación de «Fix You», del episodio «Asian F» la cual consiguió comentarios negativos, diciendo que «no siente un buen equilibrio entre enfrentar verdades difíciles sin revolcarse» y que fue «agradable escuchar la voz de Brittany (Morris)». Jean Bentley del sitio web Zap2it.com comentó que es el mejor episodio que Ryan Murphy haya hecho en Glee y alabó las presentaciones de las canciones por parte de Michele, Monteith, Criss, Rivera y Colfer. Acerca de los rompimientos, Bentley comparó la ruptura de Rachel (Michele) y Finn (Monteith) con la separación de Sebastian Valmont (Ryan Phillippe) y Annette Hargrove (Reese Witherspoon) en la película Juegos Sexuales (1999). Sobre el engaño de Blaine (Criss) a Kurt (Colfer), Bentley dijo que fue «una revuelo», pero que «sinceramente, ¿no te parece que encaja con su personaje? [Blaine] se siente completamente perdido y dejado atrás y buscó consuelo en alguien que le hacía sentirse bien». Con respecto a la relación de Brittany (Morris) y Santana (Rivera), Bentley dijo: «Santana estaba en lo cierto. Las relaciones de larga distancia son difíciles [...] Santana quería cortar el dolor antes de que se pusiera peor [...] Es triste, sí, pero realista». Y relativo a la relación de Will (Morrison) y Emma (Mays), «el estado de la relación de esta pareja también se quedó en el aire [...] Will estaba equivocado al suponer Emma cogería su vida y se mudaría con él, pero su puesto en el Panel de Alto Nivel es temporal» dijo Bentley.
Lesley Goldberg de The Hollywood Reporter comentó que fue un episodio que le dio a Glee «un paso a la edad adulta» y además «The Break Up» sentó «las bases para Rachel, Kurt y Santana de explorar quienes son por fuera de lo que son por dentro» con sus parejas, para así poder «centrarse en ellos [mismos] mientras buscan su identidad». James Poniewozik de la revista Time también lo calificó como el mejor episodio hasta ahora calificándolo como «una especie de pieza de acompañamiento que mostraba cómo, incluso después de despedirse, avanzando puede ser un proceso difícil y doloroso». En Reino Unido, Sophie Warnes de The Independent manifestó que es el episodio más triste hasta ahora pero el mejor de todas las temporadas. Warnes dijo que «está lleno de emoción» y sus personajes «son empujados al límite emocional». Warnes habló acerca de como las chicas en el episodio tomaban sus propias decisiones: «Glee es poco feminista pero es agradable ver a los personajes femeninos que en ocasiones permanecen y se niegan a dar marcha atrás, o poner en peligro a sus compañeros». Sobre las canciones en el episodio, Warnes comentó que «fueron excelentes» y «le atinaron al clavo», «Give Your Heart a Break» se destacó, «Teenage Dream» fue poderosa y emocional y «The Scientist» no fue la mejor canción pero fue bastante buena. En Latinoamérica, Antonio Ruiz del portal web Todoseries.com, durante su revisión de la primera parte de la cuarta temporada, comento que en «The Break Up» las parejas «dejan la incertidumbre de [lo] que va a pasar con su relación» pero que su reconciliación no iba «por buen camino», a excepción de Will (Morrison) y Emma (Mays), que no habían arreglado si romperían o no.

### Citas
1. 1 2  «FOX Broadcasting Company - Glee TV Show - Glee TV Series - Glee Episode Guide». Fox (en inglés). Archivado desde el original el 6 de marzo de 2013. Consultado el 27 de marzo de 2013.
2. 1 2  «GLEE: “The Break Up” | La Guía de TV.com». Consultado el 27 de marzo de 2013.
3. 1 2 3  Michael Ausiello (16 de agosto de 2012). «Exclusive: Glee Exec on Season 4′s Big 'Breakup' Episode: 'It's Like Titanic – Not All Will Make It'». TVLine (en inglés). Consultado el 29 de marzo de 2013.
4. ↑  «Fotos de Canal Fox». Página de Fox en Facebook. 6 de diciembre de 2012. Consultado el 27 de marzo de 2013.
5. ↑  «Nuevos caminos, separaciones y engaños en Glee [Crítica 4x04]». Series de TV. 8 de octubre de 2012. Archivado desde el original el 12 de abril de 2013. Consultado el 24 de abril de 2013.
6. ↑  «'Glee': ¿Quién romperá en 'The Break Up' (4x04) el próximo 4 de octubre? - Noticias de series». SensaCine.com. 19 de septiembre de 2012. Consultado el 24 de abril de 2013.
7. 1 2 3 4 5  Malkin, Marc (23 de julio de 2012). «NEWS/Glee's Chris Colfer Wants "Drama" for Kurt & Blaine, Hopes to Sing Britney Spears in Tribute Episode». E! News (en inglés). E! Entertainment Television. Consultado el 29 de marzo de 2013.
8. ↑  «iTunes - Music - Barely Breathing (Glee Cast Version) - Single by Glee Cast». iTunes (en inglés). Apple. 1 de octubre de 2012. Consultado el 24 de abril de 2013.
9. ↑  «iTunes - Music - Give Your Heart a Break (Glee Cast Version) - Single by Glee Cast». iTunes (en inglés). Apple. 1 de octubre de 2012. Consultado el 24 de abril de 2013.
10. ↑  «iTunes - Music - Teenage Dream (Glee Cast Version) [Acoustic Version] - Single by Glee Cast». iTunes (en inglés). Apple. 1 de octubre de 2012. Consultado el 24 de abril de 2013.
11. ↑  «iTunes - Music - Don't Speak (Glee Cast Version) - Single by Glee Cast». iTunes (en inglés). Apple. 1 de octubre de 2012. Consultado el 24 de abril de 2013.
12. ↑  «iTunes - Music - Mine (Glee Cast Version) - Single by Glee Cast». iTunes (en inglés). Apple. 1 de octubre de 2012. Consultado el 24 de abril de 2013.
13. ↑  «iTunes - Music - The Scientist (Glee Cast Version) - Single by Glee Cast». iTunes (en inglés). Apple. 1 de octubre de 2012. Consultado el 24 de abril de 2013.
14. 1 2  Trust, Gary (13 de octubre de 2012). «Weekly Chart Notes: Heart Rocks On With 'Fanatic'». Billboard (en inglés). Consultado el 24 de abril de 2013.
15. ↑  Ryan Murphy (27 de septiembre de 2012). «Tonight SJP on Glee! And then...a preview of the best episode we have ever done». Twitter (en inglés). (Twitter, Inc.). Consultado el 29 de marzo de 2013.
16. 1 2 3 4 5  Nowalk, Brandon (4 de octubre de 2012). «“The Break Up” | Glee». The A.V. Club (en inglés). The Onion. Consultado el 6 de abril de 2013.
17. ↑  «"Glee" The Break-Up (2012) - Full cast and crew». IMDb (en inglés). Consultado el 6 de abril de 2013.
18. ↑  «Alfonso Gomez-Rejon - Filmography by TV series». IMDb (en inglés). Consultado el 6 de abril de 2013.
19. ↑  Votta, Rae (7 de septiembre de 2012). «Darren Criss Q&A: On Madonna, Memes + 'Glee' Break-Up Song | Billboard». Billboard (en inglés). Prometheus Global Media. Consultado el 29 de marzo de 2013.
20. 1 2  «Top Ten Fan Photos From The Set Of ‘Glee’ In NYC on August 11 & August 12, 2012». On Location Vacations (en inglés). 13 de agosto de 2012. Archivado desde el original el 11 de abril de 2013. Consultado el 29 de marzo de 2013.
21. ↑  «Glee : Reparto temporada 4». SensaCine.com. Consultado el 24 de abril de 2013.
22. ↑  Jarett Wieselman (8 de agosto de 2012). «You Must Know: New 'Glee' Star Dean Geyer». The Insider (en inglés). Consultado el 29 de marzo de 2013.
23. ↑  «Glee Episode Guide 2012 Season 4 - The Break Up, Episode 4». TVGuide (en inglés). Consultado el 29 de marzo de 2013.
24. ↑  «Listings - GLEE on FOX». TheFutonCritic.com (en inglés). Consultado el 24 de abril de 2013.
25. 1 2 3 4 5 6  Votta, Rae (5 de octubre de 2012). «'Glee' Recap: 'The Break Up' Brings Cheating, Coldplay & Taylor Swift». Billboard (en inglés). Prometheus Global Media. Consultado el 29 de marzo de 2013.
26. 1 2 3 4 5 6  Christopher Rogers (1 de octubre de 2012). «‘Glee’ ‘The Break Up’ Songs Revealed — Listen To Season 4 Music - Hollywood Life». The Hollywood Life (en inglés). Archivado desde el original el 17 de febrero de 2013. Consultado el 30 de marzo de 2013.
27. ↑  «iTunes - Music - Glee: The Music, Season 4, Vol. 1 by Glee Cast». iTunes (en inglés). Apple. 27 de noviembre de 2012. Consultado el 24 de abril de 2013.
28. ↑  «Glee - Awards : AllMusic». Allmusic (en inglés). Consultado el 24 de abril de 2013.
29. ↑  «Glee - Chart history». Billboard (en inglés). Consultado el 24 de abril de 2013.
30. 1 2 3  Sara Bibel (5 de octubre de 2012). «Thursday Final Ratings:’The X Factor’, ‘Last Resort’, ’30 Rock’, ‘Grey’s Anatomy’, ‘The Office’ Adjusted Up; ”Two and a Half Men’, ‘Person of Interest’, ‘Scandal’, ‘Elementary’ ‘Rock Center’ & ‘The Next’ Adjusted Down - Ratings». TVbytheNumbers (en inglés). Archivado desde el original el 27 de marzo de 2013. Consultado el 30 de marzo de 2013.
31. ↑  Storey, Michael (23 de abril de 2009). «THE TV COLUMN: Not in 18–49 age group? TV execs write you off». Arkansas Democrat Gazette (en inglés). Consultado el 30 de marzo de 2013.
32. ↑  Baker, Frank (12 de febrero de 2009). «What is a RATING». Media Literacy Clearinghouse (en inglés). Archivado desde el original el 13 de mayo de 2016. Consultado el 30 de marzo de 2013.
33. ↑  Sara Bibel (5 de octubre de 2012). «TV Ratings Thursday: ‘Big Bang Theory’ Wins Night, ‘Person of Interest’, ‘Glee’, ‘Parks and Recreation’ & ‘Two and a Half Men’ Up, ‘Grey’s Anatomy’, ‘Elementary’ & ‘Last Resort’ Down,’30 Rock’ Premieres Low - Ratings». TVbytheNumbers (en inglés). Archivado desde el original el 18 de marzo de 2013. Consultado el 30 de marzo de 2013.
34. ↑  Amanda Kondolojy (28 de octubre de 2012). «Thursday Final Ratings: ‘Big Bang Theory’, ‘Grey’s Anatomy’, Adjusted Up; ‘Parks & Rec’, ‘Up All Night’, ‘SNL: Weekend Update’, ‘The Office’, ‘Glee’, ‘Scandal’, ‘Rock Center’ Adjusted Down - Ratings». TVbytheNumbers (en inglés). Archivado desde el original el 1 de octubre de 2012. Consultado el 30 de marzo de 2013.
35. ↑  «Top Programs – Total Canada (English) October 1 - October 7, 2012». BBM Canada (en inglés). Archivado desde el original el 29 de octubre de 2013. Consultado el 30 de marzo de 2013.
36. 1 2 3 4 5  Warnes, Sophie (27 de enero de 2013). «Review of Glee ‘The Break Up’». The Independent (en inglés). Independent Print Limited. Archivado desde el original el 22 de mayo de 2013. Consultado el 30 de marzo de 2013.
37. ↑  «Top 10 Programmes - BARB». BARB (en inglés). Archivado desde el original el 25 de enero de 2013. Consultado el 30 de marzo de 2013.
38. ↑  «Relación:Kurt y Blaine - Wiki Glee». Consultado el 6 de abril de 2013.
39. 1 2 3 4 5 6  Bentley, Jean (4 de octubre de 2012). «'Glee': Is 'The Break Up' the show's best episode ever?». Zap2it.com (en inglés). Tribune Media Services. Archivado desde el original el 4 de mayo de 2013. Consultado el 24 de abril de 2013.
40. 1 2 3  Albert, Melissa (5 de octubre de 2012). «'Glee' Recap: 'The Break-Up'». MTV (en inglés). Viacom, Inc. Archivado desde el original el 5 de noviembre de 2012. Consultado el 6 de abril de 2013.
41. 1 2  Nilles, Billy (5 de octubre de 2012). «‘Glee’s ‘Break Up’ Episode Is Just What The Show Needed». The Hollywood Life (en inglés). PMC. Consultado el 6 de abril de 2013.
42. ↑  Goldberg, Lesley (4 de octubre de 2012). «'Glee' Recap: Breaking Up is Hard to Do (Video)». The Hollywood Reporter (en inglés). Prometheus Global Media. Consultado el 24 de abril de 2013.
43. ↑  Poniewozik, James (5 de octubre de 2012). «Glee Watch: The Mature Thing». Time (en inglés). Time Warner. Consultado el 24 de abril de 2013.
44. ↑  Ruiz, Antonio (16 de enero de 2013). «Esto es lo que te perdiste en Glee…». Todoseries.com. Archivado desde el original el 31 de mayo de 2013. Consultado el 24 de abril de 2013.